# Ель-Альмендро

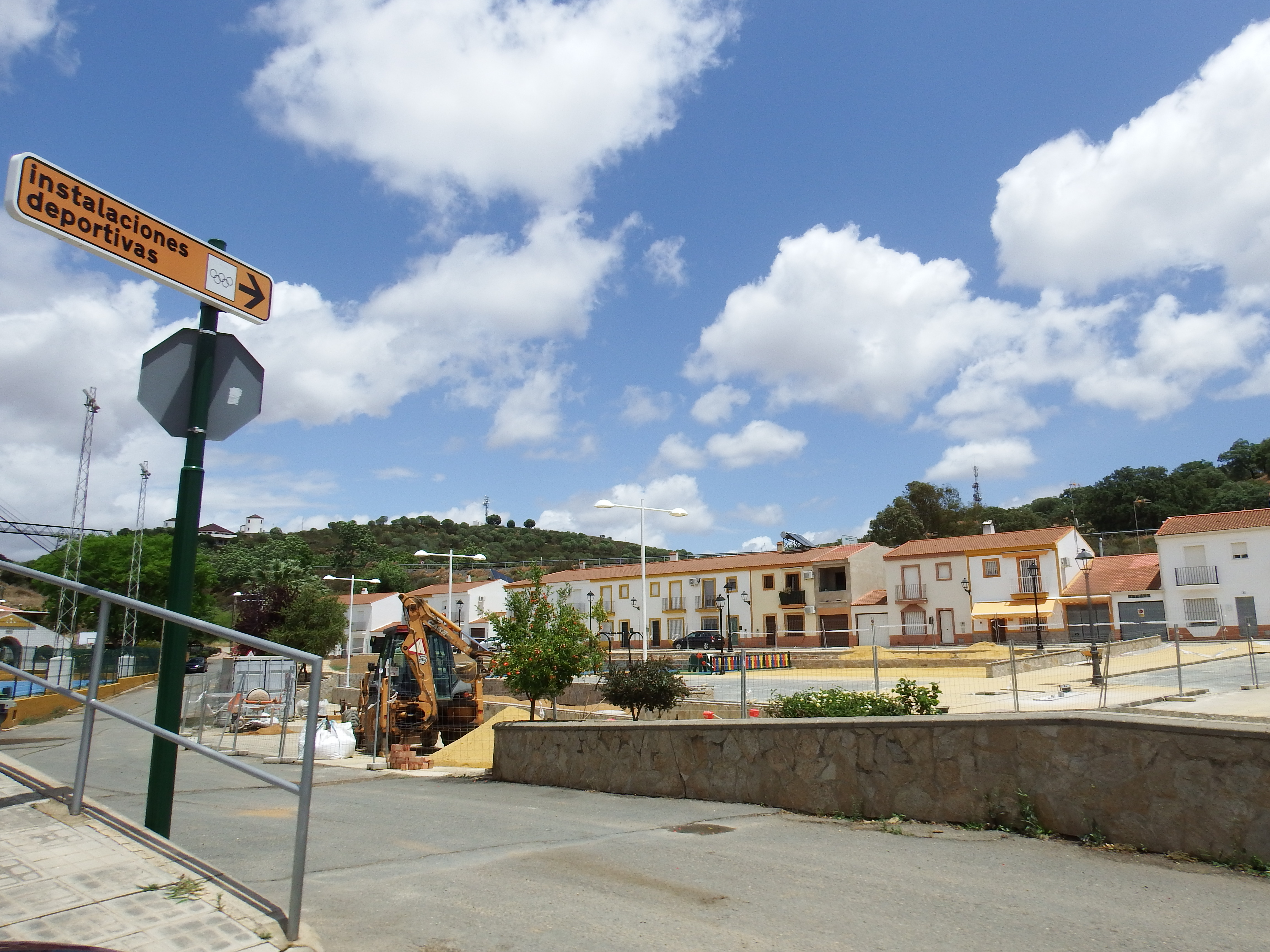

Ель-Альмендро (ісп. El Almendro) — муніципалітет в Іспанії, у складі автономної спільноти Андалусія, у провінції Уельва. Населення — 879 осіб (2010).

## Географія
Муніципалітет розташований на португальсько-іспанському кордоні.
Муніципалітет розташований на відстані близько 450 км на південний захід від Мадрида, 38 км на північний захід від Уельви.

## Демографія
Динаміка населення (INE ):